# 제1수색대대
제1수색대대 (1st Reconnaissance Battalion)는 미합중국 해병대 제1해병사단과 제1해병원정군 소속의 수색대대이다.

## 임무
제1수색대대의 임무는 상륙 정찰, 지상 정찰, 전투 공간 조성, 습격, 특수 병력 투입 및 퇴출 등을 수행하기 위해 조직화된 기동부대를 파견하는 것이다.

## 편제
제1수색대대는 현재 다음과 같이 조직되어 있다.
- 알파 중대
- 브라보 중대
- 찰리 중대
- 델타 중대 (포스리컨 중대)